# Eisenbahnbrücke Portimão
Die Eisenbahnbrücke Portimão (portugiesisch Ponte Ferroviária de Portimão) führt die Linha do Algarve zwischen den Orten Portimão und Parchal in der Region Algarve, Portugal über den Rio Arade und verbindet dadurch Lagos mit dem portugiesischen Eisenbahnnetz. Sie steht etwa 200 m nördlich von der Ponte Velha.
Die 303 m lange und 6 m breite eingleisige Fachwerkträgerbrücke besteht aus sechs stählernen, jeweils 50,5 m langen Parabelträgern auf fünf steinernen Pfeilern.

## Geschichte
Faro war schon 1899 an die damalige Linha do Sul angeschlossen worden. 1906 hatte diese Strecke Vila Real de Santo Antonio an der spanischen Grenze erreicht. Bereits 1903 war die Zweigstrecke von Tunes zum Bahnhof Ferragudo im heutigen Parchal gebaut worden, was allerdings bedeutete, dass man nicht den einfacheren Flussübergang bei Silves gewählt hatte. Der Endbahnhof in Ferragudo nannte sich zwar Portimão, aber bis 1909 geschah nichts, um die Strecke fortzuführen. Auch danach wurden nur einzelne Arbeiten begonnen und aus Geldmangel bald wieder eingestellt.
Trotz der politischen und wirtschaftlichen Probleme der jungen Republik Portugal wurde die Brücke in den Jahren 1915 bis 1919 von der Companhia União Metalúrgica gebaut. Es dauerte allerdings, bis auch die Strecke nach Lagos fertig war. Am 30. Juli 1922 wurden die Brücke zusammen mit der Strecke von Portimão nach Lagos feierlich eingeweiht.